# توني وولف
أنطونيا آنا «توني» وولف (18 سبتمبر 1888 - 21 مارس 1953) كانت محللة سويسرية ومساعدة مقربة من كارل يونغ.